# Sylwester Zawadzki
Sylwester Zawadzki (ur. 19 października 1921 w Warszawie, zm. 4 lipca 1999 tamże) – polski prawnik, polityk, minister sprawiedliwości, poseł na Sejm PRL VI, VII, VIII i IX kadencji, członek Rady Państwa (1985–1989), jeden z twórców systemu prawa komunistycznego w Polsce powojennej.

## Życiorys
Syn Jana i Janiny Zawadzkich. W 1950 ukończył studia na Wydziale Prawa i Administracji Uniwersytetu Warszawskiego. W 1954 obronił pracę doktorską w Instytucie Kształcenia Kadr Naukowych przy KC PZPR. W 1963 został profesorem nadzywczajnym, a w 1973 profesorem zwyczajnym nauk prawnych. Od 1976 był członkiem korespondentem Polskiej Akademii Nauk.
W latach 1946–1948 należał do Polskiej Partii Socjalistycznej, następnie Polskiej Zjednoczonej Partii Robotniczej. W pierwszych latach po II wojnie światowej działał w organizacjach młodzieżowych. Był współzałożycielem i w latach 1950–1951 pierwszym przewodniczącym Rady Naczelnej Zrzeszenia Studentów Polskich.
W latach 1950–1955 był pracownikiem naukowym Instytutu Nauk Społecznych przy KC PZPR, w latach 1955–1967 pracownikiem naukowym Wyższej Szkoły Nauk Społecznych przy KC PZPR, w latach 1957–1963 pracownikiem naukowo-badawczym Instytutu Nauk Prawnych PAN, w latach 1963–1968 zastępcą sekretarza Wydziału I Nauk Społecznych PAN, od 1967 pracownikiem naukowym UW, w latach 1967–1981 redaktorem naczelnym miesięcznika „Państwo i Prawo”, w latach 1969–1977 dyrektorem Instytutu Nauk o Państwie i Prawie UW.
W latach 1961–1969 był radnym Rady Narodowej miasta stołecznego Warszawy, w latach 1977–1980 zasiadał w Zespole Doradców Naukowych I sekretarza Komitetu Centralnego PZPR, w latach 1980–1981 był prezesem Naczelnego Sądu Administracyjnego (którego był współtwórcą), w latach 1981–1983 ministrem sprawiedliwości, w latach 1981–1986 przewodniczącym Rady Legislacyjnej przy Prezesie Rady Ministrów, w latach 1985–1989 członkiem Rady Państwa, w latach 1972–1989 posłem na Sejm PRL VI, VII, VIII i IX kadencji, przewodniczącym Komisji Prac Ustawodawczych w Sejmie VIII kadencji (1980–1983). W latach 1981–1983 był członkiem Komisji KC PZPR powołanej dla wyjaśnienia przyczyn i przebiegu konfliktów społecznych w dziejach Polski Ludowej.
Uczestniczył w obradach Okrągłego Stołu w zespole ds. reform politycznych oraz podzespole ds. stowarzyszeń i samorządu terytorialnego.
Był wieloletnim członkiem Związku Prawników Polskich, wiceprzewodniczącym Zarządu Głównego w latach 1955–1961 i 1972–1976, od 1981 był członkiem zagranicznym Serbskiej Akademii Nauk, w latach 1987–1991 wiceprzewodniczącym Międzynarodowego Stowarzyszenia Prawa Konstytucyjnego.
Był żonaty z Barbarą Jadwigą z Domańskich (1928–1997). Małżonkowie są pochowani na cmentarzu Wojskowym na Powązkach (kwatera A3 tuje-3-41).

## Publikacje
Jest autorem, współautorem i redaktorem wielu publikacji i opracowań, m.in.:
- Rozwój więzi rad narodowych z masami pracującymi w Polsce Ludowej (1955)
- Państwo dobrobytu. Doktryna i praktyka (1964, kilka tłumaczeń zagranicznych)
- Marksistowska teoria państwa (1964)
- Państwo dobrobytu – doktryna i praktyka (1970)
- Udział ławników w postępowaniu karnym. Opinie a rzeczywistość (współautor i redaktor, 1970)
- Samorząd mieszkańców. Wybrane zagadnienia teorii i praktyki (współautor i redaktor, 1972)
- Gromadzkie Rady Narodowe w świetle badań empirycznych przed reformą (redaktor, 1973)
- Tendencje rozwoju władzy lokalnej we współczesnym świecie (redaktor, 1976)
- Z teorii i praktyki demokracji socjalistycznej (1980)
- Teoria państwa i prawa (współautor, 1980)
- Prawo konstytucyjne (współautor, 1981)
- Retrospekcja mojego życia (lata 2000.)[5]

## Ordery i odznaczenia
- Order Sztandaru Pracy I klasy
- Krzyż Komandorski Orderu Odrodzenia Polski
- Krzyż Oficerski Orderu Odrodzenia Polski
- Krzyż Kawalerski Orderu Odrodzenia Polski
- Medal 30-lecia Polski Ludowej
- Medal 40-lecia Polski Ludowej
- Medal 10-lecia Polski Ludowej (24 stycznia 1955)[6]
- Odznaka 1000-lecia Państwa Polskiego[7]
- Odznaczenie im. Janka Krasickiego
- Złota Odznaka honorowa „Za Zasługi dla Warszawy”
- Złota Odznaka ZSP
- Złota Odznaka ZPP
- Odznaka 20-lecia Zrzeszenia Studentów Polskich (1970)[8]
- Honorowy członek Zrzeszenia Prawników Polskich (1980)[9]

## Nagrody i wyróżnienia
Został uhonorowany doktoratem honoris causa Uniwersytetu Wrocławskiego (uchwała Senatu UWr z 11 marca 1981, uroczysta promocja 14 maja 1981 – promotor: prof. Władysław Zamkowski), Nagrodą Sekretarza Naukowego Polskiej Akademii Nauk (1955, 1971, 1976), nagrodami resortowymi (zespołowo I stopnia 1971, indywidualnie II stopnia 1975), nagrodą „Trybuny Ludu” (1980).